# Schweizer Cup (Handball, Männer)
Der Schweizer Cup, auch SHV-Cup, ist ein Handball-Wettbewerb des Schweizerischen Handball-Verbandes (SHV), der bei den Männern seit der Saison 1997/98 jährlich ausgetragen wird. Davor gab es zwei Austragungen 1980 und 1981.
Die Cupsieger sind in der folgenden Saison zur Teilnahme am Europapokal der Pokalsieger berechtigt und spielen am Anfang der nächsten Saison gegen den Schweizer Meister um den SuperCup.

## Endspiele
| Saison                                          | Datum                           | Ort                                    | Sieger                          | Resultat                        | Zweiter                         | Mannschaften                    |
| ----------------------------------------------- | ------------------------------- | -------------------------------------- | ------------------------------- | ------------------------------- | ------------------------------- | ------------------------------- |
| 1980                                            | 31. Mai 1980                    | Aue Sporthalle, Baden, Aargau          | TSV St. Otmar St. Gallen        | 29:20                           | Grasshopper Club Zürich         | 14                              |
| 1981                                            | 20. Juni 1981                   | Effretikon, Zürich                     | TSV St. Otmar St. Gallen        | 17:13                           | ZMC Amicitia Zürich             | 14                              |
| Keine Austragungen zwischen 1981/82 und 1996/97 |                                 |                                        |                                 |                                 |                                 |                                 |
| 1997/98                                         |                                 |                                        | Pfadi Winterthur                | 32:25                           | TSV St. Otmar St. Gallen        |                                 |
| 1998/99                                         |                                 |                                        | Kadetten Schaffhausen           | 32:25                           | TV Suhr                         |                                 |
| 1999/00                                         |                                 |                                        | TSV St. Otmar St. Gallen        | 23:19                           | Wacker Thun                     |                                 |
| 2000/01                                         |                                 |                                        | TSV St. Otmar St. Gallen        | 30:24                           | Pfadi Winterthur                |                                 |
| 2001/02                                         | 10. März 2002                   | Saalsporthalle, Zürich, Zürich         | Wacker Thun                     | 27:25                           | TSV St. Otmar St. Gallen        |                                 |
| 2002/03                                         | 6. Mai 2003                     | Saalsporthalle, Zürich, Zürich         | Pfadi Winterthur                | 34:31                           | Grasshopper Club Zürich         |                                 |
| 2003/04                                         | 18. Apr. 2004                   | Sporthalle Wankdorf, Bern, Bern        | Kadetten Schaffhausen           | 32:24                           | BSV Bern Muri                   |                                 |
| 2004/05                                         | 27. Dez. 2004                   | Saalsporthalle, Zürich, Zürich         | Kadetten Schaffhausen           | 34:28                           | Pfadi Winterthur                |                                 |
| 2005/06                                         | 19. März 2006                   | Saalsporthalle, Zürich, Zürich         | Wacker Thun                     | 29:28                           | TV Suhr                         |                                 |
| 2006/07                                         | 27. Dez. 2006                   | Saalsporthalle, Zürich, Zürich         | Kadetten Schaffhausen           | 24:22                           | TV Suhr                         |                                 |
| 2007/08                                         | 20. Apr. 2008                   | Saalsporthalle, Zürich, Zürich         | Kadetten SH GCZ                 | 41:38                           | ZMC Amicitia Zürich             |                                 |
| 2008/09                                         | 17. Mai 2009                    | Sporthalle Moos, Gümligen, Bern        | ZMC Amicitia Zürich             | 45:31                           | BSV Bern Muri                   |                                 |
| 2009/10                                         | 11. Apr. 2010                   | Stadthalle, Sursee, Luzern             | Pfadi Winterthur                | 26:23                           | SG GC Amicitia Zürich           |                                 |
| 2010/11                                         | 17. Apr. 2011                   | Stadthalle, Sursee, Luzern             | Kadetten Schaffhausen           | 34:30                           | BSV Bern Muri                   |                                 |
| 2011/12                                         | 15. Apr. 2012                   | Stadthalle, Sursee, Luzern             | Wacker Thun                     | 29:26                           | Kadetten Schaffhausen           |                                 |
| 2012/13                                         | 14. Apr. 2013                   | Stadthalle Kleinholz, Olten, Solothurn | Wacker Thun                     | 30:26                           | Kadetten Schaffhausen           |                                 |
| 2013/14                                         | 4. Mai 2014                     | Stadthalle, Sursee, Luzern             | Kadetten Schaffhausen           | 27:22                           | Pfadi Winterthur                |                                 |
| 2014/15                                         | 10. Mai 2015                    | Stadthalle Kleinholz, Olten, Solothurn | Pfadi Winterthur                | 26:25                           | BSV Bern Muri                   |                                 |
| 2015/16                                         | 8. Mai 2016                     | Stadthalle, Sursee, Luzern             | Kadetten Schaffhausen           | 32:28                           | TSV St. Otmar St. Gallen        |                                 |
| 2016/17                                         | 5. Feb. 2017                    | Stadthalle Kleinholz, Olten, Solothurn | Wacker Thun                     | 35:26                           | TV Endingen (NLB)               |                                 |
| 2017/18                                         | 21. Dez. 2017                   | Sporthalle Wankdorf, Bern, Bern        | Pfadi Winterthur                | 33:30                           | BSV Bern Muri                   |                                 |
| 2018/19                                         | 17. März 2019                   | Mobiliar Arena, Gümligen, Bern         | Wacker Thun                     | 30:25                           | Kadetten Schaffhausen           |                                 |
| 2019/20                                         | Abbruch infolge des Coronavirus | Abbruch infolge des Coronavirus        | Abbruch infolge des Coronavirus | Abbruch infolge des Coronavirus | Abbruch infolge des Coronavirus | Abbruch infolge des Coronavirus |
| 2020/21                                         | 8. Mai 2021                     | Mobiliar Arena, Gümligen, Bern         | Kadetten Schaffhausen           | 22:21                           | HC Kriens-Luzern                |                                 |
| 2021/22                                         | 7. Mai 2022                     | Mobiliar Arena, Gümligen, Bern         | GC Amicitia Zürich              | 30:28 n. V.                     | Pfadi Winterthur                |                                 |
| 2022/23                                         | 6. Mai 2023                     | Mobiliar Arena, Gümligen, Bern         | HC Kriens-Luzern                | 32:30                           | Kadetten Schaffhausen           |                                 |
| 2023/24                                         | 27. Apr. 2024                   | Mobiliar Arena, Gümligen, Bern         | Kadetten Schaffhausen           | 32:30                           | RTV 1879 Basel (NLB)            | 70                              |
| 2024/25                                         | 1. März 2025                    | Mobiliar Arena, Gümligen, Bern         | HC Kriens-Luzern                | 33:32                           | Wacker Thun                     |                                 |

Quelle: SHV

## Erfolgreichste Vereine
| Rang | Verein                   | Titel | Zweiter | Titeljahre                                                                                |
| ---- | ------------------------ | ----- | ------- | ----------------------------------------------------------------------------------------- |
| 1.   | Kadetten Schaffhausen    | 10    | 3       | 1998/99, 2003/04, 2004/05, 2006/07, 2007/08, 2010/11, 2013/14, 2015/16, 2020/21 & 2023/24 |
| 2.   | Wacker Thun              | 6     | 1       | 2001/02, 2005/06, 2011/12, 2012/13, 2016/17 & 2018/19                                     |
| 3.   | Pfadi Winterthur         | 5     | 4       | 1997/98, 2002/03, 2009/10, 2014/15 & 2017/18                                              |
| 4.   | TSV St. Otmar St. Gallen | 4     | 3       | 1980, 1981, 1999/00 & 2000/01                                                             |
| 5.   | HC Kriens-Luzern         | 2     | 1       | 2022/23 & 2024/25                                                                         |
| 6.   | ZMC Amicitia Zürich      | 1     | 3       | 2008/09                                                                                   |
| 7.   | GC Amicitia Zürich       | 1     | 0       | 2021/22                                                                                   |
| 8.   | Grasshopper Club Zürich  | 1     | 3       | 2007/08                                                                                   |
| 9.   | BSV Bern Muri            | 0     | 5       |                                                                                           |
| 10.  | TV Suhr                  | 0     | 3       |                                                                                           |
| 11.  | RTV 1879 Basel           | 0     | 1       |                                                                                           |
| 11.  | TV Endingen              | 0     | 1       |                                                                                           |

Die Summen der Titel und Zweitplatzierten ist grösser als die Anzahl der Jahre. Dies kommt daher, dass der Cupsieger 2008 und der Zweite 2010 in einer Spielgemeinschaft waren. Die Titel dieser Saisons sind kursiv.